# Adam Grochowalski
Adam Jan Grochowalski (ur. 13 grudnia 1954 w Krakowie, zm. 1 lipca 2019 tamże) – polski chemik, prof. dr hab. inż.

## Życiorys
Syn Juliana i Krystyny. W 1978 ukończył studia chemiczne na Politechnice Krakowskiej im. Tadeusza Kościuszki, 20 grudnia 1990 obronił pracę doktorską Badania nad procesami syntezy fotochemicznego rozkładu polichlorowanych dioksyn z zastosowaniem kapilarnej chromatografii gazowej, otrzymując doktorat, a 21 lutego 2001 habilitował się na podstawie oceny dorobku naukowego i pracy zatytułowanej Badania nad oznaczaniem polichlorowanych dibenzodioksyn, dibenzofuranów i bifenyli. 22 stycznia 2016 nadano mu tytuł naukowy profesora w zakresie nauk technicznych.
Został zatrudniony na stanowisku profesora nadzwyczajnego w Instytucie Chemii i Technologii Nieorganicznej na Wydziale Inżynierii i Technologii Chemicznej Politechniki Krakowskiej, oraz pełnił funkcję członka Komitetu Chemii Analitycznej III Wydziału Nauk Ścisłych i Nauk o Ziemi Polskiej Akademii Nauk.
Odznaczony Srebrnym (1999) i Złotym (2005) Krzyżem Zasługi.

## Publikacje
- Dose- and time dependent effect of 2,3,7,8-tetrachlorodibenzo-p-dioxin (TCDD) on progesterone secretion by porcine luteal cells cultured in vitro[1]
- 2,3,7,8-tetrachlorodibenzo-p-dioxin Alters Follicular Steroidogenesis in Time- and Cell-specific Manner'[1]
- The Result of the Large Scale Determination of PCDDs, PCDFs and Coplanar PCBs in Polish Food Product Samples using GC-MS/MS Technique'[1]
- 2007: Determination of PCDDs, PCDFs, PCBs and HCB emissions from the metallurgical sector in Poland[1]
- 2007: Determination of polybrominated biphenyls in fish oil samples[1]
- 2017: Formaldehyd jako ważne zanieczyszczenie powietrza – zagrożenia i źródła emisji formaldehydu do powietrza zewnętrznego i wewnętrznego[1]